# Hymn Partii Bolszewików
Hymn Partii Bolszewików (ros. Гимн Партии Большевиков) – (1938) hymn Wszechzwiązkowej Komunistycznej Partii (bolszewików), muzyka: Aleksandr Aleksandrow, słowa Wasilij Lebiediew-Kumacz, pierwowzór hymnu Związku Radzieckiego i Hymnu Państwowego Federacji Rosyjskiej.

## Historia
Utwór zaprezentowany po raz pierwszy na XVIII zjeździe WKP(b) w 1939 roku, w którym udział brało tylko 59 delegatów na poprzedni zjazd – reszta przebywała w więzieniach lub została zamordowana na rozkaz Józefa Stalina.
Pieśń spodobała się Stalinowi tak bardzo, że w rozpisanym w 1943 roku konkursie na nowy hymn ZSRR, mający zastąpić Międzynarodówkę, wygrał utwór A. Aleksandrowa i S. Michałkowa, będący tym samym Hymnem Partii Bolszewików ze zmienionymi słowami.
Po upadku ZSRR dawny Hymn Partii Bolszewików znów otrzymał nowe słowa, stając się Hymnem Państwowym Federacji Rosyjskiej.

## Słowa
Tekst oddano w transkrypcji polskiej, zgodnie z ogólnie przyjętymi zasadami.
| Гимн Партии Большевиков Страны небывалой свободные дети Сегодня мы гордую песню поём О партии, самой могучей на свете, О самом большом человеке своём. Славой овеяна, волею спаяна Крепни и здравствуй во веки веков, Партия Ленина, партия Сталина, Мудрая партия большевиков. Страну Октября создала на земле ты, Могучую родину вольных людей, Стоит, как утёс, государство Советов, Рождённое силой и правдой твоей. Славой овеяна, волею спаяна... Изменников подлых гнилую породу Ты грозно сметаешь с пути своего, Ты – гордость народа, ты – мудрость народа, Ты – сердце народа, ты – совесть его. Славой овеяна, волею спаяна... И Маркса и Энгельса пламенный гений Предвидел коммуны грядущий восход. Дорогу к коммуне наметил нам Ленин, И Сталин великий по ней нас ведёт. Славой овеяна, волею спаяна... | Gimn Partii Bolszewikow Strany niebywałoj swobodnyje dieti Siegodnia my gorduju piesniu pojom O partii, samoj moguczej na swietie, O samom bolszom czełowiekie swojom. Sławoj owiejana, woleju spajana Kriepni i zdrawstwuj wo wieki wiekow, Partija Lenina, partija Stalina, Mudraja partija bolszewikow. Stranu Oktiabria sozdała na ziemle ty, Moguczuju rodinu wolnych ludiej, Stoit, kak utios, gosudarstwo Sowietow, Rożdionnoje siłoj i prawdoj twojej. Sławoj owiejana, woleju spajana... Izmiennikow podłych gniłuju porodu Ty grozno smietajesz s puti swojego, Ty – gordostʹ naroda, ty – mudrostʹ naroda, Ty – sierdce naroda, ty – sowiestʹ jego. Sławoj owiejana, woleju spajana... I Marksa i Engielsa płamiennyj gienij Priedwidieł kommuny griaduszczij woschod. Dorogu k kommunie namietił nam Lenin, I Stalin wielikij po niej nas wiediot. Sławoj owiejana, woleju spajana... | Hymn Partii Bolszewików My, niebywałego kraju wolne dzieci Śpiewamy dzisiaj naszą dumną pieśń O partii, jedynej potężnej na świecie, I o największym jej człowieku. Sławą opromieniona, wolą złączona Rośnij w siłę na wieki wieków, Partio Lenina, Partio Stalina, Mądra partio bolszewików. Kraj Października stworzyłaś na ziemi, Potężną ojczyznę wolnych ludzi. Stoi jak skała państwo rad, Zrodzone z siły i prawdy twojej. Sławą opromieniona, wolą złączona... Ty zgniłych, podłych zdrajców Groźnie zmiatasz ze swej drogi. Tyś dumą ludu, tyś mądrością ludu, Tyś sercem ludu, tyś jego sumieniem. Sławą opromieniona, wolą złączona... I Marksa, i Engelsa płomienny geniusz Przewidział nadchodzące powstanie komuny. Drogę ku komunie wskazał nam Lenin, A wielki Stalin nas po niej prowadzi. Sławą opromieniona, wolą złączona... |